# Grand Prix 2017/2018 (volleyboll, damer)
Grand Prix 2017/2018 spelades helgen 13-14 januari 2018 i Fyrishov, Uppsala. Det var den 21:a upplagan av Grand Prix och de fyra lag som låg först i Elitserien i volleyboll efter tio omgångar (14 december 2017) fick delta. Engelholms VS, vann finalen över Hylte/Halmstad VBK med 3-0 i set. Örebro Volley tog bronsplatsen genom att besegra Lindesbergs VBK med 3-0 i set. Engelholm vann sin semifinal över Örebro Volley med 3-1 medan Hylte/Halmstad vann sin semifinal över Lindesberg med 3-0.